# Corrado Romano

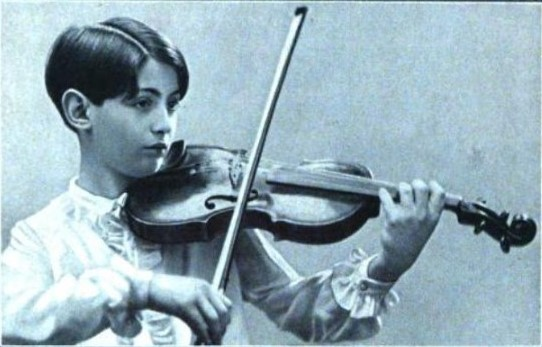
Il violinista Corrado Romano nel 1931

Corrado Romano (Milano, 18 gennaio 1920 – Ginevra, 5 novembre 2003) è stato un violinista italiano.

## Biografia
Iniziò lo studio del violino con il maestro Gino Nastrucci, spalla dell'Orchestra della Scala di Milano sotto la guida di Arturo Toscanini. Nastrucci, riconoscendo in lui una grande precocità, lo mandò a Parigi da George Enescu nel 1933. Successivamente proseguì gli studi nella classe di Carl Flesch a Berlino. Nel 1931 il suo primo concerto a Milano riscosse grandissimo successo, seguirono concerti all'Accademia di Santa Cecilia (Roma) e a Bologna e altre città italiane. I critici sottolinearono sempre la straordinaria maturità esecutiva del giovane. La sua carriera fu interrotta per qualche anno per problemi di salute durante i quali si perfezionò in composizione con P.Hindemith, C.Paribeni, R. Moser, Ch. Chaix. Nel 1943 vinse il Concours international d'exécution musicale de Genève (CIEM) (2º Premio Henryk Szeryng). Seguirono una serie di concerti con l'orchestra in tutta la Svizzera. C. Flesch lo designò come uno dei suoi allievi più rappresentativi (era nella stessa classe di G.Neveu, con la quale si dilettava regolarmente in improvvisazioni per due violini la sera dopo le lezioni, e con H.Szering).
Corrado Romano è stato docente al Conservatorio Superiore di Sion dal 1939 al 1941, al Conservatoire de musique de Genève (CMG) per quaranta anni e all'Accademia Lorenzo Perosi di Biella dal 1984 ad 2000. Regolarmente invitato nelle giurie di Concorsi Internazionali, quali Gorizia, Fermo, Lussemburgo, Bisceglie. Nel 1988 è stato invitato ufficialmente da Sir Yehudi Menuhin ad insegnare a Londra.
Muore a Ginevra il 5 novembre 2003.